# جائزة بريطانيا الكبرى 2008
جائزة بريطانيا الكبرى 2008 (بالإنجليزية: 2008 British Grand Prix)‏ هو سباق فورمولا 1 أقيم بتاريخ 6 يوليو 2008 في حلبة سلفرستون. كان التاسع من أصل 18 في بطولة العالم لسباقات الفورمولا واحد موسم 2008. حلّ لويس هاملتون أولا بينما جاء الألماني نيك هيدفيلد في المركز الثاني وحصل على المركز الثالث البرازيلي روبنز باركيلو.